# Neortodox
Neortodox este un miniserial de televiziune web german-american de dramă care a debutat pe Netflix pe 26 martie 2020. Serialul se bazează vag pe autobiografia lui Deborah Feldman din 2012, intitulată Unorthodox: The Scandalous Rejection of My Hasidic Roots. Acesta este primul serial Netflix care este scris în principal în limba idiș.

## Sinopsis
O tânără evreică de 19 ani, pe nume Esty, scapă din căsătoria aranjată și comunitatea ultra-ortodoxă din Williamsburg, Brooklyn. Ea se mută în Berlin, unde locuiește și mama sa înstrăinată, și încearcă să trăiască o viață seculară și să urmeze cursuri la un conservator de muzică. Soțul ei, care află că Esty este însărcinată, călătorește la Berlin, împreună cu vărul său, la ordinul rabinului, pentru a încerca să o găsească.

## Context
Serialul a fost inspirat și este vag bazat pe memoriile Unorthodox: The Scandalous Rejection of My Hasidic Roots de Deborah Feldman, care a plecat din mișcarea Satmar, o comunitate evreiască din New York City. Scenariul folosește multe treceri din limba engleză la idiș și germană și a fost scris de Anna Winger și Alexa Karolinski. Regia a fost realizată de Maria Schrader, serialul fiind produs de Karolinski și filmat în Berlin. Neortodox este primul serial Netflix în principal în limba idiș.
Netflix a lansat și un documentar de 20 de minute, Making Unorthodox, care relatează procesul de creație și filmare.

## Distribuție
- Shira Haas ca Esther „Esty” Shapiro
- Jeff Wilbusch ca Moise Lefkovitch
- Amit Rahav ca Yanky Shapiro
- Alex Reid ca Leah Mandelbaum
- Ronit Asheri ca Malka Schwartz
- Gera Sandler ca Mordechai Schwartz
- Dina Doron ca bunica lui Esty („Bubbe”)
- Aaron Altaras ca Robert
- Tamar Amit-Joseph ca Yael Roubeni
- Aziz Deyab ca Salim
- David Mandelbaum ca Zeidy
- Delia Mayer ca Miriam Shapiro
- Feliz Mayr ca Mike
- Eli Rosen ca Rabin Yossele
- Safinaz Sattar ca Dasia
- Langston Uibel ca Axmed
- Isabel Schosnig ca Nina Decker
- Laura Beckner ca Vivian Dropkin
- Harvey Friedman ca Symcha Shapiro
- Lenn Kudrjawizki ca Igor
- Yousef Sweid ca Karim Nuri

## Producție
Feldman i-a abordat pe scriitorii Winger și Karolinski pentru a-i transofrma autobiografia într-un serial de televiziune. Au acceptat proiectul în parte pentru că povestea împletea mai multe subiecte de interes reciproc, în special provocările de a fi evreu în Germania. Winger a spus că povestea „are un fel de replică înapoi în istorie”, înfățișând un personaj evreu care scapă de „limitările propriei vieți” revenind „la sursa dramei comunității sale”. Pentru că Feldman este persoană publică, scriitorii s-au îndepărtat de viața ei în secvențele fictive din Berlin, dar s-au bazat pe amintirile din carte.
Unul din primii actori și specialiști idiș angajați a fost Eli Rosen, care a tradus scenariul, a antrenat echipa de actori, a ajutat la detalii culturale și l-a jucat pe rabin. Echipa de producție a efectuat două excursii de cercetare în Brooklyn, în cartierul Williamsburg, vizitând clădiri și întâlnindu-se cu comunitatea Satmar, unde are loc o parte din poveste. Jeff Wilbusch a fost unic între cei patru actori principali prin faptul că este un vorbitor nativ de idiș din comunitatea Satmar (prin intermediul cartierului Mea Shearim din Ierusalim).
Filmările au început în New York, iar apoi s-au mutat la Berlin, unde designerul de producție a construit seturi interioare la CCC Filmstudios care erau sincronizate cu exteriorul din Brooklyn. Locuri de filmare din Berlin includ Potsdamer Platz, care a servit ca decor pentru academia de muzică și împrejurimi, și lacul Wannsee (Großer Wannsee), unde, după cum se face referire în poveste, Soluția Finală a fost planificată la o vilă pe malul lacului.
Pentru designerii de producție și de costume, provocarea din proiect a fost crearea unui film de epocă a cărui acțiune este contemporană, cu personajul principal tranziționând între ele. Cele două zile de filmare ale nunții au reprezentat un proces complex care a implicat aproximativ o sută de figuranți care au descris cu acuratețe o sărbătoare culturală nuanțată. „Gluma din spectacol a fost că bărbații au avut nevoie de mult mai mult timp la coafor și machiaj decât femeile”, a spus Winger. Designerul de costume Justine Seymour a obținut o parte din haine în Williamsburg, dar nu și costisitoarele pălării de blană, shtreimels, care au fost făcute de către o companie de teatru berlineză, folosind blană falsă în loc de nurcă.